# AirAsia Zest
Zest Airways, Inc., hoạt động với tên gọi Air Asia Zest (trước đây là Asian Spirit và Zest Air), là một hãng hàng không giá rẻ của Philippines có trụ sở tại Sân bay Quốc tế Ninoy Aquino ở Pasay, Metro Manila ở Philippines. Hãng khai thác các dịch vụ du lịch nội địa và quốc tế theo lịch trình, chủ yếu là các dịch vụ trung chuyển nối Manila và Cebu với 24 điểm đến nội địa để hỗ trợ các hoạt động tuyến đường trục của các hãng hàng không khác. 
Hãng hàng không này được thành lập với tên Asian Spirit, hãng hàng không đầu tiên ở Philippines hoạt động theo hình thức hợp tác xã. Sau khi được AMY Holdings mua lại của doanh nhân Alfredo Yao vào năm 2008, hãng hàng không này được đổi tên thành Zest Airways. Năm 2013, hãng hàng không này được đổi tên thành Air Asia Zest và trở thành một chi nhánh của Philippines Air Asia vận hành thương hiệu riêng của họ. 
Hãng hàng không này đã được sáp nhập cùng với Air Asia Philippines để thành lập Philippines Air Asia vào năm 2015.

## Tham Khảo
1. ↑  "AirAsia Zest Airline Profile". CAPA - Centre for Aviation. Truy cập ngày 20 tháng 11 năm 2022.
2. ↑  "List of airlines subject to an operating ban or operational restrictions within the European Union" (PDF). European Commission for Transport. European Commission. Bản gốc (PDF) lưu trữ ngày 17 tháng 11 năm 2012. Truy cập ngày 24 tháng 10 năm 2013.
3. 1 2  Camus, Miguel (ngày 21 tháng 10 năm 2013). "AirAsia Zest launches flights to Miri, Malaysia to service OFWs". Philippine Daily Inquirer. Truy cập ngày 24 tháng 10 năm 2013.
4. ↑  "AirAsia Zest names new CEO". ABS-CBN News. ngày 20 tháng 5 năm 2014. Bản gốc lưu trữ ngày 21 tháng 6 năm 2015. Truy cập ngày 20 tháng 5 năm 2014.
5. ↑  "Formerly Called Asian Spirit: What Happened To AirAsia Zest?". Simple Flying. ngày 10 tháng 12 năm 2022. Truy cập ngày 12 tháng 12 năm 2022.